# نصرالله حکیمی
نصرالله حکیمی سیاست‌مدار ایرانی بود، که در  دوره بیست و سوم  به‌عنوان نماینده تهران  در مجلس شورای ملی حضور داشت.